# 嘉兴子城
嘉兴子城又名子墙，位于中国浙江省嘉兴市南湖区市中心，南北分别至府前街和中山东路，东西分别至建国南路和紫阳街，占地7.5万平方米。
子城即嘉兴最早的城垣，也是嘉兴建城的标志，始建于三国吴黄龙三年（231）改由拳县为禾兴县时，唐末至五代时于子城外拓建州城（亦称大城或罗城），子城遂成为历代行政中心（衙署）所在。按明万历《嘉兴府志》及崇祯《嘉兴县志》所载，子城周围二里十步，高厚均一丈二尺，城内的嘉兴府衙由府门（上建谯楼，内有钟鼓）、仪门、戒石亭、正堂、后堂和知府、同知诸宅等组成。辛亥革命后改为军队营房（俗称西大营），抗战胜利后为嘉兴青年中学驻地，中华人民共和国成立后改为浙江省荣军复员军人疗养院，即今浙江省荣军医院（或称嘉兴市第三医院）。
现子城仅存元代初建、清光绪三十四年（1908）重修的府门谯楼及东西两侧长约百米的城墙，1990年重修，其谯楼为浙江省现存城墙上唯一的古城楼。府门为高5.4米，跨径4.5米的拱券式大门，谯楼面阔三间、进深五架梁，周围出回廊，重檐歇山顶，其西墙上嵌有《重修嘉兴府治碑记》。今城内为荣军医院，府门谯楼外为医院停车场。按照嘉兴城市发展规划，医院将在不久后迁出，原址将进行考古发掘并拟建文化公园。2019年10月16日入选第八批全国重点文物保护单位。